# 斯泰布利夫

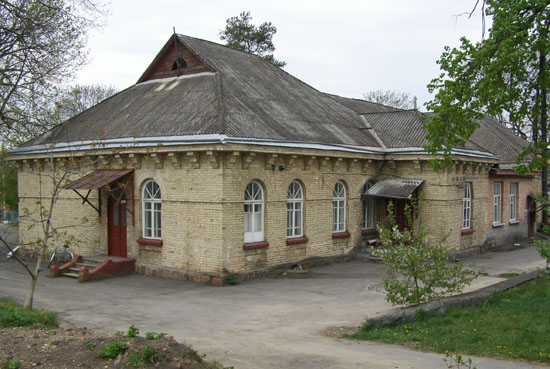
原医院

斯泰布利夫是位於烏克蘭中部的市級鎮，由切爾卡瑟州裡茲韋尼霍羅德卡區的斯泰布利夫市鎮負責管轄，並為該市鎮的行政中心。該镇距離科爾孫-舍甫琴柯夫斯基16公里和切爾卡瑟70公里，海拔高度153米，2007年人口3,791。